# Año Internacional de la Agricultora
2026 fue proclamado Año Internacional de la Agricultora mediante la resolución A/RES/78/279 aprobada por la Asamblea General de las Naciones Unidas el 2 de mayo de 2024. La iniciativa responde al reconocimiento del papel crucial de las agricultoras en la seguridad alimentaria, el desarrollo sostenible y la lucha contra la pobreza, destacando  la necesidad de abordar los desafíos estructurales que enfrentan las mujeres en los sistemas agroalimentarios, tales como el acceso desigual a la tierra, el crédito, la tecnología y la capacitación.
La proclamación está alineada con los Objetivos de Desarrollo Sostenible, en particular con el fin de la pobreza, la erradicación del hambre y la seguridad alimentaria, así como la promoción de la igualdad de género. Se enmarca dentro de la Agenda 2030 para el Desarrollo Sostenible y se relaciona con resoluciones previas de la ONU que abordan el empoderamiento de las mujeres rurales y la seguridad alimentaria a nivel global.

## Actividades y alcance
Este año tiene como propósito impulsar medidas que permitan reducir la brecha de género en la agricultura. Se prevé la realización de actividades globales para generar conciencia y promover acciones políticas y económicas en favor de las agricultoras.
La Organización de las Naciones Unidas para la Alimentación y la Agricultura (FAO) fue encargada de la coordinación de la conmemoración, en colaboración con otras agencias de la ONU especializadas en agricultura y alimentación, como el Fondo Internacional de Desarrollo Agrícola (FIDA) y el Programa Mundial de Alimentos (PMA), ambas con sede en Roma. Se espera que tanto los gobiernos como las organizaciones internacionales, el sector privado, la sociedad civil y las comunidades locales participen activamente en la promoción de iniciativas que fomenten la igualdad de género en la agricultura y la sostenibilidad del sector agroalimentario.
El financiamiento de las actividades relacionadas con la conmemoración dependerá de contribuciones voluntarias, incluyendo aportes del sector privado y se anima a los Estados miembros y las organizaciones internacionales  a brindar apoyo económico y técnico. Se espera que estas acciones contribuyan significativamente al empoderamiento económico de las mujeres rurales, aumentando la productividad agrícola, fortaleciendo la resiliencia frente al cambio climático y mejorando la seguridad alimentaria global.